# ثقابة الذرة
ثَقّابة الذُّرة (الاسم العلمي: Ostrinia) هي جنس من العث من فصيلة عثث العشب التي وصفها ياكوب هوبنر في عام 1825. العديد منها آفات زراعية، بما في ذلك ثقابة الذرة الأوروبية.